# Chandramukhi Basu

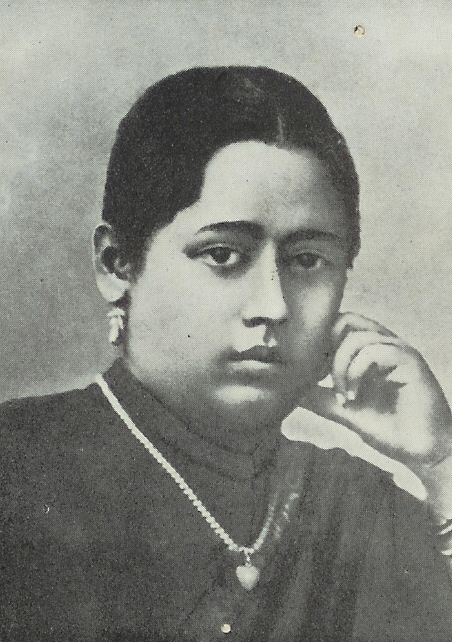

Chandramukhi Bose (bengalisch চন্দ্রমুখী বসু Candramukhī Basu; geboren 1860 in Dehradun; gestorben am 3. Februar 1944 in Dehradun), eine christliche Bengalin, die in den (damals so bezeichneten) Vereinigten Provinzen von Agra und Oudh in Indien lebte, war im Jahr 1882 eine der ersten beiden weiblichen Hochschulabsolventinnen im Britischen Empire. Zusammen mit Kadambini Ganguly bestand sie 1882 die Prüfung für den Bachelor-Abschluss in Kunst an der Universität von Kolkata, Indien. Darüber hinaus war sie auch die erste Direktorin einer akademischen Einrichtung im Britischen Empire. Von 1888 bis 1891 leitete sie das Bethune College.

## Leben
Boses Vater ist als Bhuban Mohan Bose bekannt. Sie bestand 1880 das First Arts Examen an der Dehradun Native Christian School. An der damaligen Bethune School, an der sie studieren wollte, wurden Nicht-Hindu-Mädchen nicht zugelassen. Sie musste daher auf der First-Arts-Stufe (F. A.) in der Free Church Institution des Reverend Alexander Duff (heute das Scottish Church College) studieren.
1876 musste ihr aufgrund ihres Geschlechts eine Sondergenehmigung für die F.-A.-Prüfung erteilt werden. Sie war das einzige Mädchen, das in jenem Jahr zur Prüfung erschien. Obwohl sie Jahrgangsbeste war, hielt die Schule eine Reihe von Sitzungen ab, um darüber zu entscheiden, ob ihre Ergebnisse veröffentlicht werden konnten. Noch vor Kadambini Ganguly hatte Bose im Jahr 1876 ihre Aufnahmeprüfung bestanden, obwohl die Universität sich weigerte, sie als erfolgreiche Kandidatin einzuschreiben.
Erst die geänderte Satzung der Universität im Jahr 1878 erlaubte es ihr, weiter zu studieren. Ihre formellen Abschlüsse wurden bei der Einberufung der Universität 1883 überreicht. Nachdem sie ihr F.-A.-Examen bestanden hatte, wechselte sie zusammen mit Kadambini Ganguly an das Bethune College. Zur Zeit ihres Abschlusses im Jahr 1884 war sie die einzige und erste Frau, die einen M. A. der Universität von Kalkutta erhielt und zugleich die erste weibliche Hochschulabsolventin im Britischen Empire.
Zwei ihrer Schwestern, Bidhumukhi und Bindubasini, absolvierten nach ihr ebenfalls erfolgreich eine Hochschulausbildung. Bidhumukhi Bose und Virginia Mary Mitra (Nandi), die 1890 ihren Abschluss machte, gehörten zu den ersten weiblichen Absolventinnen im Fach Medizin am Calcutta Medical College. Bindubasini Bose erhielt 1891 ihren Abschluss an der Medizinischen Hochschule von Kalkutta.

## Wirken
Chandramukhi Bose begann 1886 als Dozentin am Bethune College (das noch Teil der Bethune School war) zu unterrichten. Das College wurde 1888 von der Schule getrennt und im gleichen Jahr wurde sie Rektorin. Damit war sie die erste weibliche Leiterin einer akademischen Einrichtung für grundständige Studiengänge (heute: Bachelor-Studiengänge) in Südasien.
Sie zog sich 1891 aufgrund einer schlechten gesundheitlichen Verfassung in den Ruhestand zurück und verbrachte den Rest ihres Lebens in Dehradun.

## Weiterführende Literatur
- Rachana Chakraborty: Bethune College. In: Sirajul Islam, Ahmed A. Jamal: Banglapedia. National Encyclopedia of Bangladesh. Asiatic Society of Bangladesh, 2012. Link zur Webseite